# Milton Waldman
Milton Waldman (Cleveland, 4 ottobre 1895 – Londra, 6 marzo 1976) è stato un curatore editoriale e consigliere statunitense.

## Biografia

L'alfabeto elfico nel Signore degli anelli che Tolkien descrisse nella lettera a Waldman

Milton Waldman è stato un consigliere e redattore, famoso per essere stato amico dello scrittore J.R.R. Tolkien. Se ora si possono conoscere alcune informazioni sulla sua vita, è merito delle numerose lettere che Tolkien e lui si scambiarono. Altri approfondimenti sono stati forniti ne "il Simarillion", descritti da Christopher Tolkien.
J.R.R. Tolkien, infatti dopo essersi demoralizzato per la rifiutata pubblicazione del Signore degli Anelli, chiese a Waldman di pubblicarlo. Tuttavia Waldman rifiutò di pubblicare l'opera perché la reputava troppo lunga.
Waldman poi partì per l'Italia per un anno e la sua sostituzione fu meno entusiasta delle opere di Tolkien. Alla fine del 1951 Tolkien scrisse una lunga lettera a Waldman spiegando come le sue opere dipendessero l'una dall'altra, ma Waldman ancora rifiutò.
Nel 1956, dopo che il Signore degli Anelli fu pubblicato, Waldman tentò senza successo di pubblicare The Hobbit nella serie di Paperback di Fontina di Collin.

## Il Simarillion e Waldman
Come scritto da Cristopher Tolkien nel Simarillion:
"Mio padre scrisse una lettera all'amico Milton Waldman, all'epoca editor presso la casa editrice Collins. Il contesto e l'occasione di questa lettera furono determinati dal doloroso contrasto di vedute sorto a fronte delle insistenze di mio padre. Egli desiderava infatti vedere pubblicati IL SIMARILLION e IL SIGNORE DEGLI ANELLI "congiunti o connessi" , "come un'unica Saga dei Gioielli e degli Anelli"...Milton Waldman aveva fatto ricopiare a macchina la lettera di mio padre..."
J.R.R. Tolkien
"mio caro Milton, mi hai chiesto un breve abbozzo riguardo al mio mondo immaginario..."

## Libri e opere
- The Omnibus book of traveller's talea (1931)
- Elizabeth and Leicester (1945)
- Biography of a family (1936)
- Georges clemenceau (1930)
- Some English dictators (1940)
- The Lady Mary (1972)
- Queen Elizabeth I (1952)